# Nagy Károly (tanár)
Nagy Károly (Fogaras, 1860. január 22. – Kolozsvár, 1940. október 9.) bölcseleti doktor, kereskedelmi akadémiai tanár.

## Élete
A gimnázium hat osztályát a nagyenyedi református kollégiumban, a VI. és VIII. osztályt a kolozsvári református főgimnáziumban végezte. Mint középiskolai tanuló kiváló szorgalommal tanulta a latin és görög nyelveken kívül a német, francia, angol és olasz nyelveket is; már az V. osztályban a görög nyelvből jutalmat nyert; a VI. osztályban pedig a német és francia nyelvből leckeórák adásával tartotta fenn magát. A kolozsvári egyetemen később francia és angol irodalmi előadásokat tartott. Szász Domokos református püspök fia mellett házitanító volt. 1870 szeptemberében, hogy az indo-germán összehasonlító nyelvészetre kiképezze magát, beiratkozott a pesti egyetem bölcseleti karára, egyidejűleg nevelői tisztet is teljesített. A kettős foglalkozás annyira megviselte szervezetét, hogy 1880 tavaszán orvosi tanácsra ott kellett hagynia a fővárost és hazatért szülővárosába. Ekkor a fogarasi állami polgári iskolánál egy latin-francia rendkívüli tanszéket állítottak fel, melyet ő nyert el. 1880-tól 1885-ig maradt ezen iskolánál, az utóbbi évben már mint rendes tanár. 1884-ben a francia és német nyelv és irodalomból tanári vizsgát tett. 1885-ben a kolozsvári kereskedelmi akadémia felügyelő bizottsága megválasztotta a német, francia és román nyelvre rendes tanárnak; 1887-ben az újonnan létesített internátusnak is felügyelő tanára lett. 1890-ben fél évi szabadsággal beutazta Olaszországot, Svájcot, Németországot, hosszabb ideig tartózkodott Párizsban, mindenütt megszemlélte a nevezetesebb benlakások berendezését és szervezését. Többször megfordult a bécsi Theresianumban. 1895 nyarán a leghíresebb angol internátusokat és az antwerpeni világhírű kereskedelmi intézetet látogatta meg. 1897-ben bölcseletdoktori szigorlatot tett a román nyelv és irodalomból mint főtárgyból, a francia és német irodalomból mint melléktárgyakból.

## Írásai
Az Erdélyi Protestáns Közlöny (1878-79.) részére lefordította Göthe Wilhem Meisterjének VII. könyvét: Egy szép lélek vallomása; írt cikkeket, tárcákat, útleírásokat és könyvismertetést a következő hirlapokba és folyóiratokba: M. Polgár, Kolozsvár, Ellenzék, Erdélyi Hiradó, Nemzeti Ujság, Pesti Hirlap, Magyarország, Ifjú Erdély, Kereskedelmi Szakoktatás (1897. Az idegen nyelvek tanításáról a felső kereskedelmi iskolákban, felolvasás); írt egy értekezést A német nyelv tanításáról és több czikket az internátusokról a kolozsvári kereskedelmi akadémia Értesítőibe.

## Munkája
- Bolintinean Demeter költészete. Tanulmány. Kolozsvár, 1898 (Doktori dissertatio. Ism. Krassó-Szörényi Lapok 10. sz.)